# Calle B (Chula Vista)
La Calle B, o conocida en inglés como B Street es una calle residencial de sentido norte y sur que localizada en Chula Vista, California.

## Trazado
La Calle B inicia desde la intersección con la Calle D en un nuevo residencial en Chula Vista y termina en el otro extremo en un Cul-de-sac. Por ser una pequeña calle, no atraviesa ninguna calle, aunque en el lado oeste del residencial pasa la Autovía San Diego.

## Autobuses
En el Sur de la Calle B, hacia la Calle D y Broadway se encuentra la Ruta 932 hacia Bayfront/Calle E de la  Línea Azul del Tranvía de San Diego.